# Aristot Benz-Salomon
Aristot Benz-Salomon (España, 17 de marzo de 2001), es un jugador español de rugby que juega como pilar en el Gloucester Rugby de la Premiership de Inglaterra. 

## Carrera
Nació en España antes de mudarse a Inglaterra a los 10 años. Tiene un hermano gemelo, Jonathan Benz-Salomon, que también es jugador profesional de rugby. Comenzó a jugar al rugby en la escuela, antes de unirse a la Academia Harlequins en 2013. Estudió en la Universidad Hartpury, donde también jugó al rugby en el BUCS Super Rugby. 
Debutó con los Bristol Bears en la Premiership Rugby Cup 2022-23, como pilar izquierdo en la derrota por 20-35 ante los Exeter Chiefs. En ese partido, él y su hermano se convirtieron en la tercera pareja de gemelos en jugar con los Bristol Bears.